# NGC 2516
NGC 2516 é um aglomerado aberto na direção da constelação de Carina. O objeto foi descoberto pelo astrônomo Nicolas Lacaille em 1751, usando um telescópio refrator com abertura de 0,5 polegadas. Devido a sua moderada magnitude aparente (+3,8), é visível mesmo a olho nu.